# Corynoneura tokaraquerea
Corynoneura tokaraquerea är en tvåvingeart som beskrevs av Sasa och Suzuki 1995. Corynoneura tokaraquerea ingår i släktet Corynoneura och familjen fjädermyggor. Inga underarter finns listade i Catalogue of Life.